# Stein (Styrie)
Pour les articles homonymes, voir Stein.
Stein est une ancienne commune autrichienne du district de Hartberg-Fürstenfeld en Styrie.